# 井上弘昭
井上 弘昭（いのうえ ひろあき、1944年5月21日 - ）は、大阪府大阪市西淀川区出身の元プロ野球選手（内野手、外野手）。現在は中日スポーツ野球評論家。

## 経歴
北陽高校から電電近畿に進む。1965年の第36回都市対抗野球大会では、八幡製鉄との準決勝で3点本塁打を放つなど活躍。決勝では小弓場保（日本生命から補強）の好投もあって住友金属に完封勝利、初優勝を飾った。この時のチームメートに浜口春好がいた。直後の全日本チーム中南米遠征に小弓場、浜口とともに参加。その後も都市対抗野球に連続出場を続け活躍する。1966年にはアマチュア野球世界選手権日本代表に選出され日本の優勝に貢献、また社会人ベストナイン（外野手）に選出された。
1967年のドラフト1位で広島東洋カープに入団。即戦力として期待されるも1年目の1968年は8試合の先発出場にとどまる。翌1969年には一軍に定着し、8月から主に左翼手、一番打者として起用される。1970年には水谷実雄が左翼手として起用された事により三塁手に回り、99試合に先発出場を果たす。しかし1972年には打撃不振もあってレギュラーの座を外れ、出場機会も減少。
1973年に川畑和人との交換トレードで、中日ドラゴンズに移籍。中日では持ち前の勝負強い打撃でレギュラーに定着する。1974年には左翼手としてクリーンアップを打ち活躍、初めて規定打席（11位、打率.290）に到達しリーグ優勝に貢献した。ロッテオリオンズとの日本シリーズでは全6戦に三番打者として出場するが、23打数4安打2打点と真価を発揮できなかった。
1975年には、元同僚の山本浩二と首位打者を争う。僅差で2位に迫っていた10月19日の対広島最終戦では、広島バッテリー（永本裕章投手と道原博幸捕手）から、プロ野球公式戦史上初の「満塁敬遠」を受ける（山本はこの試合を欠場していた）。2日後の10月21日のシーズン最終戦で安打を打てば逆転で首位打者になれたが、最終打席で内角への際どい投球を死球と判定され、本人は必死で「当たっていない」と主張したが、判定は覆らず、惜しくもタイトル獲得はならなかった。同年セ・リーグベストナイン（外野手）を受賞。1976年は故障もあって欠場が多く打撃も低迷、しかし翌1977年は復活し打率.284（リーグ23位）と活躍した。
1978年には谷沢健一の故障もあって一塁手に回るが、同年4月2日の大洋戦では斉藤明夫からサヨナラ本塁打、8月29日のヤクルト戦では松岡弘からサヨナラヒットを放っている。翌年には外野手に戻る。1980年には豊田誠佑が台頭し、故障もあって出場機会が減少する。
1981年に富田勝・大島秀秋との交換トレードで、日本ハムファイターズに移籍。常時のスタメン出場はできなかったが、ここぞという場面での勝負強さは少しもさび付いておらず、19年ぶりのパ・リーグ優勝に貢献する。また、同年の日本シリーズでは第一戦で角三男からサヨナラヒットも放っている。1982年7月2日の対近鉄戦では、代打で通算150本塁打となる決勝2ランを放ち、この試合で通算200勝を達成した江夏豊の名球会入りに貢献した。1984年のシーズン終了後に現役を引退し、1985年、広島時代のコーチであった監督の広岡達朗に請われ、西武ライオンズの守備走塁コーチに就任するも、前年の田淵幸一、山崎裕之の引退により右の代打が不足していたことから現役復帰した（コーチ兼任）。しかし、10試合のみの出場に終わり、シーズン終了後に西武を退団し正式に引退し、テレビ愛知・初代プロ野球解説者に就任した。
1992年からはかつての同僚である高木守道の誘いで中日二軍打撃コーチを務め、1993年から1994年までは一軍打撃コーチを務めた。
がっちりした体つきから、あだ名は「ポパイ」。攻守共に、闘志を前面に押し出したプレーで人気があった。通算137死球は、引退時点では竹之内雅史，衣笠祥雄に次ぐ歴代3位の記録だった。

## 詳細情報

### 年度別打撃成績
| 年 度      | 球 団      | 試 合 | 打 席 | 打 数 | 得 点 | 安 打 | 二 塁 打 | 三 塁 打 | 本 塁 打 | 塁 打 | 打 点 | 盗 塁 | 盗 塁 死 | 犠 打 | 犠 飛 | 四 球 | 敬 遠 | 死 球 | 三 振 | 併 殺 打 | 打 率 | 出 塁 率 | 長 打 率 | O P S |
| ---------- | ---------- | ----- | ----- | ----- | ----- | ----- | -------- | -------- | -------- | ----- | ----- | ----- | -------- | ----- | ----- | ----- | ----- | ----- | ----- | -------- | ----- | -------- | -------- | ----- |
| 1968       | 広島       | 35    | 67    | 58    | 6     | 13    | 2        | 0        | 1        | 18    | 5     | 0     | 0        | 1     | 1     | 5     | 0     | 2     | 9     | 2        | .224  | .303     | .310     | .613  |
| 1969       | 広島       | 102   | 306   | 270   | 36    | 68    | 6        | 1        | 12       | 112   | 23    | 5     | 4        | 2     | 0     | 23    | 0     | 11    | 53    | 6        | .252  | .336     | .415     | .750  |
| 1970       | 広島       | 113   | 377   | 339   | 41    | 71    | 14       | 1        | 13       | 126   | 29    | 11    | 5        | 4     | 0     | 25    | 1     | 9     | 45    | 11       | .209  | .282     | .372     | .653  |
| 1971       | 広島       | 111   | 330   | 283   | 27    | 61    | 7        | 3        | 5        | 89    | 17    | 10    | 4        | 8     | 1     | 30    | 1     | 8     | 48    | 8        | .216  | .307     | .314     | .622  |
| 1972       | 広島       | 43    | 98    | 86    | 8     | 16    | 3        | 0        | 2        | 25    | 4     | 1     | 1        | 1     | 1     | 4     | 0     | 6     | 15    | 1        | .186  | .268     | .291     | .559  |
| 1973       | 中日       | 103   | 361   | 317   | 41    | 86    | 12       | 2        | 16       | 150   | 57    | 6     | 5        | 6     | 2     | 26    | 1     | 10    | 45    | 9        | .271  | .344     | .473     | .817  |
| 1974       | 中日       | 128   | 510   | 435   | 65    | 126   | 18       | 1        | 18       | 200   | 58    | 15    | 5        | 6     | 6     | 50    | 1     | 13    | 63    | 11       | .290  | .375     | .460     | .835  |
| 1975       | 中日       | 130   | 537   | 468   | 80    | 149   | 20       | 0        | 18       | 223   | 65    | 11    | 6        | 7     | 3     | 46    | 6     | 13    | 40    | 15       | .318  | .392     | .476     | .869  |
| 1976       | 中日       | 104   | 261   | 225   | 29    | 48    | 6        | 0        | 7        | 75    | 23    | 4     | 2        | 8     | 2     | 20    | 0     | 6     | 43    | 6        | .213  | .292     | .333     | .626  |
| 1977       | 中日       | 120   | 444   | 387   | 60    | 110   | 13       | 0        | 17       | 174   | 60    | 5     | 3        | 8     | 3     | 32    | 1     | 14    | 51    | 9        | .284  | .358     | .450     | .807  |
| 1978       | 中日       | 111   | 362   | 317   | 39    | 72    | 11       | 0        | 12       | 119   | 39    | 1     | 2        | 2     | 2     | 31    | 4     | 10    | 49    | 4        | .227  | .314     | .375     | .689  |
| 1979       | 中日       | 113   | 409   | 345   | 47    | 94    | 16       | 0        | 16       | 158   | 49    | 2     | 1        | 10    | 3     | 38    | 0     | 13    | 57    | 10       | .272  | .363     | .458     | .821  |
| 1980       | 中日       | 58    | 154   | 134   | 13    | 39    | 3        | 0        | 7        | 63    | 27    | 0     | 1        | 1     | 0     | 15    | 0     | 4     | 19    | 4        | .291  | .379     | .470     | .849  |
| 1981       | 日本ハム   | 85    | 243   | 201   | 17    | 52    | 12       | 0        | 4        | 76    | 30    | 2     | 0        | 0     | 3     | 30    | 0     | 9     | 21    | 5        | .259  | .374     | .378     | .753  |
| 1982       | 日本ハム   | 69    | 89    | 68    | 4     | 18    | 4        | 1        | 2        | 30    | 11    | 0     | 0        | 0     | 1     | 16    | 3     | 4     | 8     | 1        | .265  | .427     | .441     | .868  |
| 1983       | 日本ハム   | 54    | 65    | 57    | 4     | 15    | 0        | 0        | 4        | 27    | 9     | 0     | 0        | 0     | 0     | 6     | 0     | 2     | 4     | 3        | .263  | .354     | .474     | .828  |
| 1984       | 日本ハム   | 42    | 86    | 77    | 4     | 17    | 3        | 0        | 1        | 23    | 10    | 1     | 0        | 2     | 1     | 4     | 0     | 2     | 8     | 2        | .221  | .274     | .299     | .573  |
| 1985       | 西武       | 10    | 15    | 14    | 1     | 3     | 0        | 0        | 0        | 3     | 1     | 0     | 0        | 0     | 0     | 0     | 0     | 1     | 2     | 1        | .214  | .267     | .214     | .481  |
| 通算：18年 | 通算：18年 | 1531  | 4714  | 4081  | 522   | 1058  | 150      | 9        | 155      | 1691  | 517   | 74    | 39       | 66    | 29    | 401   | 18    | 137   | 580   | 108      | .259  | .343     | .414     | .758  |

- 各年度の太字はリーグ最高

### タイトル
- 最多安打 : 1回 （1975年） ※当時連盟表彰なし、1994年より表彰

### 表彰
- ベストナイン：1回 （1975年）
- 日本シリーズ敢闘賞：1回 （1981年）

### 記録
初記録
- 初出場：1968年8月1日、対サンケイアトムズ16回戦（広島市民球場）、9回裏に朝井茂治の代打として出場
- 初安打：1968年8月3日、対阪神タイガース18回戦（阪神甲子園球場）、9回表に山内一弘の代打として出場、ジーン・バッキーから単打
- 初先発出場：1968年8月4日、対阪神タイガース19回戦（阪神甲子園球場）、3番・左翼手として先発出場
- 初打点：1968年9月4日、対阪神タイガース22回戦（阪神甲子園球場）、7回表に江夏豊から中前2点適時打
- 初本塁打：1968年10月14日、対大洋ホエールズ27回戦（川崎球場）、3回表に峰国安から2ラン

節目の記録
- 100本塁打：1977年6月29日、対ヤクルトスワローズ11回戦（ナゴヤ球場）、5回裏に梶間健一から逆転決勝3ラン　※史上93人目
- 1000試合出場：1978年4月15日、対阪神タイガース1回戦（ナゴヤ球場）、7回裏に正岡真二の代打として出場　※史上198人目
- 1000本安打：1981年9月14日、対阪急ブレーブス後期12回戦（阪急西宮球場）、5回表に宮本四郎から中前安打　※史上122人目
- 150本塁打：1982年7月2日、対近鉄バファローズ後期1回戦（後楽園球場）、8回裏にトニー・ソレイタの代打として出場、村田辰美から左越決勝2ラン　※史上65人目
- 1500試合出場：1984年5月8日、対阪急ブレーブス6回戦（後楽園球場）、5番・指名打者として先発出場　※史上78人目

その他の記録
- オールスターゲーム出場：2回 （1975年、1979年）

### 背番号
- 25 （1968年 - 1972年）
- 6 （1973年 - 1980年）
- 10 （1981年 - 1984年）
- 98 （1985年 - 同年途中）
- 35 （1985年途中 - 同年終了）
- 92 （1992年）
- 84 （1993年 - 1994年）